# Raión de Uyar
Uyar (en azerí: Ucar) es uno de los cincuenta y nueve rayones en los que subdivide políticamente la República de Azerbaiyán. La capital es la ciudad de Ucar.

## Territorio y Población
Comprende una superficie de 867 kilómetros cuadrados, con una población de 74 815 personas y una densidad poblacional de 86,29 habitantes por kilómetro cuadrado.

## Economía
La región está dominada por la agricultura. Es de algodón y los cereales y las explotaciones ganaderas son la fuente principal de ingresos. En el distrito corre el oleoducto Bakú-Tiflis-Ceyhan.